# Котвена верига
Котвена верига (канат) е съставна част на котвеното устройство, служи за съединение на котвата с корпуса на съда (кораба).
Състои се от 10 – 13 части (отделни парчета с дължина 25 метра на корабите съветска постройка и 27,5 метра на съдовете с чужда постройка), съединени със специални отварящи се звена. Котвената верига се състои от три части:
1. котвена част – частта, закрепена с шарнир (върток, кардан) за котвената скоба
2. междинна
3. корен – контри, закрепени към корпуса на съда с жвак-галс или специална машинка, позволяващи в аварийна ситуация да се освободи съда от спуснатата котва (котвена верига).

Жвак-галс – къса верига, която с единия си край е неподвижно закрепена за корпуса на съда и завършваща в другия си с кука (карабинен механизъм) – (глагол-гак). Освобождаването на контрата на гака, заедно с последното звено на корена на веригата може да се направи дистанционно: механизма завърта законтрящата част и освободената котвена верига под влияние на тежестта си пада зад борда.
Движението на котвената верига се осигурява от механизъм, състоящ се от барабани и зъбни колела. Устройство с вертикално разположена ос на въртене на барабаните се нарича шпил, с хоризонтално – брашпил.
За да се определи дължината на спуснатата вече верига поста за управление на (бра)шпила е оборудван с брояч. Освен това, на всеки 20 метра, котвената верига е маркирана, като на контрафорса на звената (освен съединителните), са оцветени в цвят.
| Дължина на котвената верига, m | Цвят на маркираното звено и кол-во |
| ------------------------------ | ---------------------------------- |
| 20                             | едно червено                       |
| 40                             | две червени                        |
| 60                             | три червени                        |
| 80                             | четири червени                     |
| 100                            | пет червени                        |
| 120                            | едно бяло                          |
| 140                            | две бели                           |
| 160                            | три бели                           |
| 180                            | четири бели                        |
| 200                            | пет бели                           |
| 220                            | едно червено                       |
| 240                            | две червени                        |
| и т.н.                         |                                    |

Отделните части са съединени със скоби на Кентер. По тях се маркира с бялата боя: между първата и втората – по едно звено в двете посоки от скобата на Кентер; между втората и третата – по две, и така до петата част. Всяко последно маркирано звено допълнително се маркира с метална лента. Между шестата и седмата части се маркира, както между първата и втората и т.н. Съществува метод за маркиране, при който количеството маркирани звена от скобата е равно на количеството части.
Калибър на котвена верига (диаметър на напречното сечение на звеното на котвената верига), съвременните големи съдове е 80 – 120 mm.
Звената на веригата с калибър над 15 mm са снабдени с контрафорси (напречни прегради, който увеличават здравината с около 20%)
За задържането на веригата (въжето) в опънато положение се използват дтопори – стационарни и преносими (палубни и верижни).
За вериги с голям калибър се използват най-често стопори с рамо, представляващи стойка (станок, основа) с жлеб и рамо с пречка, което пречи на движението на веригата, тъй като я законтря напречно на нея.
Други конструкции за стопори на котвените вериги са – винтов и на Лехоф.
Масата на частта на котвената верига, която лежи на грунта, увеличива задържащата сила на котвата.
За направляването на веригата служат разположените в бордовете и палубата котвени клюзове.
Преди пускането на котва от тях се свалят капаците, след това, на освободената верига от верижния и другите стопори се прави проба за работата на трансмисията на брашпила (на големи дълбочини котвата се пуска не в свободно падане, а с помощта на механизма) отпускайки и натягайки веригата и котвата на малка скорост. След това, с отпуснатата на необходимата дължина верига, се спуска котвената спирачка.
Вдигането на котвената верига става с отмиването и от калта на дъното и тя, заедно с котвата се изтегля през клюза. Когато котвените операции са приключени и предстои плаване в открито море, котвената верига се законтря със стопорите (един от които задължително верижен).
Спускането и вдигането на котвата се ръководи от:
- на мостика – от капитана или старшия помощник,
- на бака – третия помощник капитан